# Liste des épisodes de Walker, Texas Ranger

Cette page recense la liste des épisodes de la série télévisée Walker, Texas Ranger. Deux-cent deux épisodes ont été produits et diffusés, répartis en neuf saisons (1993 - 2001), plus un téléfilm.

## Saison 1 (1993)
1. Une émeute, un ranger (One Riot, One Ranger) Invités : James Drury : Le capitaine Tom Bryce     Marshall Teague : Orson Wade Marco Perella : Cobalt Résumé détaillé : Un policier est abattu au cours d'une patrouille. Son coéquipier, Walker, veut à tout prix retrouver l'assassin. Il pense pouvoir s'aider d'un document qui semble planifier le cambriolage de quatre banques. Walker découvre son nouvel équipier, Jimmy Trivette, un ancien footballeur américain, frais émoulu de l'école. Ses conceptions en matière de justice sont aux antipodes de celles de Walker. Entre-temps, ce dernier se voit confier par le procureur du comté la surveillance de trois jeunes filles : l'une d'entre elles vient d'être violée. Toutes trois ont besoin de sérénité pour témoigner contre leurs agresseurs lors du procès…[1].
2. Frontière/La vengeance du shérif (Borderline) Invités : Leon Rippey :  Dewey Baker ; Floyd Red Crow Westerman : Ray Firewalker Résumé détaillé : Un ancien shérif du nom de Baker, tout juste sorti de prison, est de retour en ville. Il veut se venger d'Alex, qui l'a arrêté jadis[2]...
3. Une ombre dans la nuit (A Shadow in the Night). Invités : Andrew Robinson : Leo Gabe ; Floyd Red Crow Westerman : Ray Firewalker Résumé détaillé : Walker a rencontré Yoshi Sakaii il y a bien des années, alors qu'il était au Japon : le père de ce dernier lui apprenait les arts martiaux. Or, voici qu'un député américain est impliqué dans le meurtre d'un Yakuza[3]...

## Saison 2 (1993-1994)
1. Chasseur de primes (Bounty Hunter)
2. Nouvelle-Orléans me voici / La chaine brisée (Storm Warning)
3. Au nom de Dieu (In the Name of God)
4. Dave le ripoux (Crime Wave Dave)
5. Témoin à abattre (End Run)
6. L'intouchable (Family Matters)
7. Morts mystérieuses (She'll Do to Ride the River With)
8. Un ranger de trop (Unfinished Business)
9. Cet homme est innocent (An Innocent Man)
10. La nuit du gladiateur (Night of the Gladiator)
11. La légende d'Ours Rapide (Legend of the Running Bear)
12. Un rôdeur dans la nuit (Partie 1) (Something in the Shadows - Part 1)
13. Un rôdeur dans la nuit (Partie 2) (Something in the Shadows - Part 2)
14. Touche pas au gringo (On Deadly Ground)
15. Brève rencontre (Right Man, Wrong Time)
16. Vive les vacances (The Prodigal Son)
17. La ligue des justiciers (The Committee)
18. Vision mortelle (Deadly Vision)
19. L'Évasion (Skyjacked)
20. Danger pour un ranger (The Long Haul)
21. Traquenards (Rampage)
22. Danger imminent (Partie 1) (The Reunion - Part 1)
23. Danger imminent (Partie 2) (The Reunion - Part 2)
24. Le bébé volé (Stolen Lullaby)

## Saison 3 (1994-1995)
1. L'Insigne de la honte (Badge of Honor)
2. Les Voleurs de bétails (Branded)
3. Le Cauchemar d'Alex (Silk Dreams)
4. Mustangs en danger (Mustangs)
5. La Dernière Heure (Till Death Do Us Part)
6. Le Conseil des anciens (Rainbow Warrior)
7. Traque dans les marais (Partie 1) (The Road to Black Bayou part 1)
8. Traque dans les marais (Partie 2) (The Road to Black Bayou part 2)
9. Échec aux trafiquants (Line of Fire)
10. Mise à prix (Payback)
11. Vendetta (Tiger's Eye)
12. Témoin en fuite (The Big Bingo Bamboozle)
13. Arrête ton cinéma (Money Train)
14. Les Danger de la rue (Mean Streets)
15. Kidnapping (Cowboy)
16. Mascarade meurtrière (Partie 1) (War Zone part 1)
17. Mascarade meurtrière (Partie 2) (War Zone part 2)
18. Suspecté de vol (Trust No One)
19. Films interdits (Blue Movies)
20. La terre sacrée (On Sacred Ground)
21. Mais où sont les envahisseurs (Case Closed)
22. La Légende de l'or (Partie 1) (Flashback part 1)
23. La Légende de l'or (Partie 2) (Flashback part 2)
24. Tueurs à gages (Partie 1) (Standoff part 1)
25. Tueurs à gages (Partie 2) (Standoff part 2)

## Saison 4 (1995-1996)
1. Sur la piste du vengeur (Blown Apart)
2. Un flic à Miami (Deep Cover)
3. Sauvons la Terre (The Guardians)
4. Le retour de Bonnie et Clyde (Collision Course)
5. Mauvaise passe (Point After)
6. Magie rouge (Evil in the Night)
7. La justice de Walker (Final Justice)
8. Un jugement expéditif (The Lynching)
9. La Rivière infernale (Partie 1) (Whitewater - Part 1)
10. La Rivière infernale (Partie 2) (Whitewater - Part 2)
11. Colère dans les rues (The Covenant)
12. Le cœur a ses raisons (Rodeo)
13. Mission de paix (Flashpoint)
14. Haute sécurité (Break In)
15. La grande peur d'Alex (The Return of LaRue)
16. Abus de pouvoir (The Juggernaut)
17. Au-delà de la frontière (Partie 1) (El Coyote - Part 1)
18. Au-delà de la frontière (Partie 2) (El Coyote - Part 2)
19. Duel sans merci (The Avenger)
20. Gros plan sur les rangers (Behind the Badge)
21. Amnésie (Blackout)
22. Un ranger peut toujours servir (Deadline)
23. Piège dans les bois (Siege)
24. Le flic qui venait du froid (The Moscow Connection)
25. Sauvetage à Middle Creek (Miracle at Middle Creek)
26. Le défi du tueur (Hall of Fame)

## Saison 5 (1996-1997)
1. L’Enfant sacré (Higher Power)
2. Otages en direct (Patriot)
3. Le Fantôme de l'indien (Ghost Rider)
4. Les Exécuteurs (The Brotherhood)
5. Virus (Plague)
6. À la santé du diable (Redemption)
7. Nom de code : Dragonfly (Codename : Dragonfly)
8. Sous le poids du silence (Silent Cry)
9. Le Chant du cygne (Swan Song)
10. Le cyclone (Cyclone)
11. Le meilleur ami de l'homme (Lucky)
12. La Cible (The Deadliest Man Alive)
13. Noël dans l’Ouest (A Ranger’s Christmas)
14. Les Survivants (Mayday)
15. Dernier espoir (Last Hope)
16. Full contact (Full Contact)
17. Un ranger au féminin (99th Ranger)
18. Le Remplaçant (Devil’s Turf)
19. La fleur du souvenir (Days Past)
20. Un procès qui tourne court (Trial of Larue)
21. Le Cœur du dragon (Heart of the Dragon)
22. Le regard de l'innocence (The Neighborhood)
23. Cours privés (A Father's Image)
24. Le Successeur (Partie 1) (Sons of Thunder partie 1)
25. Le Successeur (Partie 2) (Sons of Thunder partie 2)
26. L’Accusation (Texas vs. Cahill)
27. Une Nouvelle Recrue (Rookie)

## Saison 6 (1997-1998)
1. Vengeance en famille (The Fighting McLains)
2. Situation explosive (The Ice Man)
3. Lucas (Partie 1) (Lucas (1))
4. Lucas (Partie 2) (Lucas (2))
5. Pas de danse (Forgotten People)
6. Le Dernier des aventuriers (Partie 1) (Last of a Breed - Part 1)
7. Le Dernier des aventuriers (Partie 2) (Last of a Breed - Part 2)
8. Échec et mat (Brainchild)
9. M. Justice (Mr Justice)
10. L'Énergie de la colère (Rainbow's End)
11. Femme de terrain (A Woman's Place)
12. Atelier clandestin (Small Blessings)
13. Le Prix de la trahison (Tribe)
14. Prise d'otages (Saving Grace)
15. Fortunes en danger (Money Talks)
16. Témoin traqué (Crusader)
17. Entre les mains de Dieu (In God's Hands)
18. La Rage de vaincre (Under Cover)
19. Héros au quotidien (Everyday Heroes)
20. L'Invincible (Warriors)
21. L'Ange de la mort (Angel)
22. L'Âme de l'hiver (Soul of Winter)
23. Le Cercle de la vie (Circle of Life)
24. Épreuve de force (Test of Faith)
25. Noces de sang (Partie 1) (The Wedding - Part 1)

## Saison 7 (1998-1999)
1. Noces de sang (Partie 2) (The Wedding - Part 2)
2. Chasse à l'homme (Trackdown)
3. Le Choix (Royal Heist)
4. La Rivière empoisonnée (War Cry)
5. Retour à la nature (Code of the West)
6. Messe noire (The Children of Halloween)
7. Pour sauver Alex (Survival)
8. Une seconde chance (Second Chance)
9. L'Ouest sauvage (Paradise Trail)
10. Une étoile est née (Eyes of a Ranger)
11. Mauvais flics (On the Border)
12. L'Arme du crime (Lost Boys)
13. Un témoin très spécial (Special Witness)
14. Monsieur le principal (The Principal)
15. Hors-circuit (Partie 1) (Team Cherokee - Part 1)
16. Hors-circuit (Partie 2) (Team Cherokee - Part 2)
17. Catalogue interdit (live-girls.now)
18. Les Eaux de la vengeance (No Way Out)
19. Frères d'armes (Brothers in Arms)
20. La Machination (Mind Games)
21. La Bonne parole (Power Angels)
22. Au sommet de l'échelle (Jacob's Ladder)
23. Au nom du crime (Partie 1) (In Harm’s Way - Part 1)

## Saison 8 (1999-2000)
1. Au nom du crime (Partie 2) (In Harm’s Way - Part 2)
2. Menace sur la ville (Countdown)
3. Protection rapprochée (Safe House)
4. Au nom de la justice (Way of the Warrior)
5. Les requins de la drogue (Tall Cotton)
6. Walker connait la chanson (Lynn Sisters)
7. Témoin silencieux (Suspicious Minds)
8. Faiseur de veuves (Widow Maker)
9. Les gladiateurs (Fight or Die)
10. Opération antidrogue (Rise to the Occasion)
11. Mémoire retrouvée (Full Recovery)
12. Le miracle de Noël (A Matter of Faith)
13. Aigle blanc (Vision Quest)
14. Ranger un jour, ranger toujours (A Matter of Principle)
15. Dans la ligne de mire (Thunderhawk)
16. L’Heure du jugement (Justice Delayed)
17. Le Grand Nettoyage (The Day of Cleansing) - Suite de l'épisode homonyme de la saison 2 de la série Le flic de Shanghaï
18. La Marque du dragon noir (Black Dragons)
19. La Couleur de l'intolérance (Soldiers of Hate)
20. Le Retour du général (The General's Return)
21. Casa Diablo (Partie 1) (Showdown at Casa Diablo - Part 1)
22. Casa Diablo (Partie 2) (Showdown at Casa Diablo - Part 2)
23. Danger au lac Ebby (The Bachelor Party)
24. Walker se marie (Partie 1) (Wedding Bells partie 1)
25. Walker se marie (Partie 2) (Wedding Bells partie 2)

## Saison 9 (2000-2001)
1. Enlèvement suspect (Home of the Brave)
2. Ranger de père en fils (Deadly Situation)
3. La Légende du Bison Blanc (White Buffalo)
4. Les Rois du catch (The Avenging Angel)
5. Au cœur du crime (1/4) ( The Winds of Change - Part 1 )
6. Le Nettoyeur (2/4) ( Lazarus - Part 2 )
7. Pirate contre pirate (3/4) ( Turning Point - Part 3 )
8. Un adversaire à sa hauteur (4/4) ( Retribution - Part 4 )
9. Un bébé peut en cacher un autre (Child of Hope)
10. Une question de foie (Faith)
11. Les Baisers de l’ange (Golden Boy)
12. Quatre femmes en cavale (Desparate Measures)
13. La Guerre des territoires (Division Street)
14. Bienvenue chez Frank (Saturday Night)
15. Justice pour tous (Justice For All)
16. Six heures chrono (6 Hours)
17. Le Chevalier noir (Medieval Crimes)
18. Les Rois du ring (Legends)
19. Excès de vitesse (Unsafe Speed)
20. Le Monde du silence (Without a Sound)
21. Trafics en tout genre (Blood Diamonds)
22. Les Texas Ranger font du cinéma (Reel Rangers)
23. Ennemis jurés (Partie 1) (The Final Showdown part 1)
24. Ennemis jurés (Partie 2) (The Final Showdown part 2)

## Téléfilm (2005)
- Walker Texas Ranger: La Machination